# 1552 en arts plastiques
| Années des arts plastiques : 1549 - 1550 - 1551 - 1552 - 1553 - 1554 - 1555    |
| Décennies des arts plastiques : 1520 - 1530 - 1540 - 1550 - 1560 - 1570 - 1580 |

Cette page concerne l'année 1552 en arts plastiques.

## Œuvres

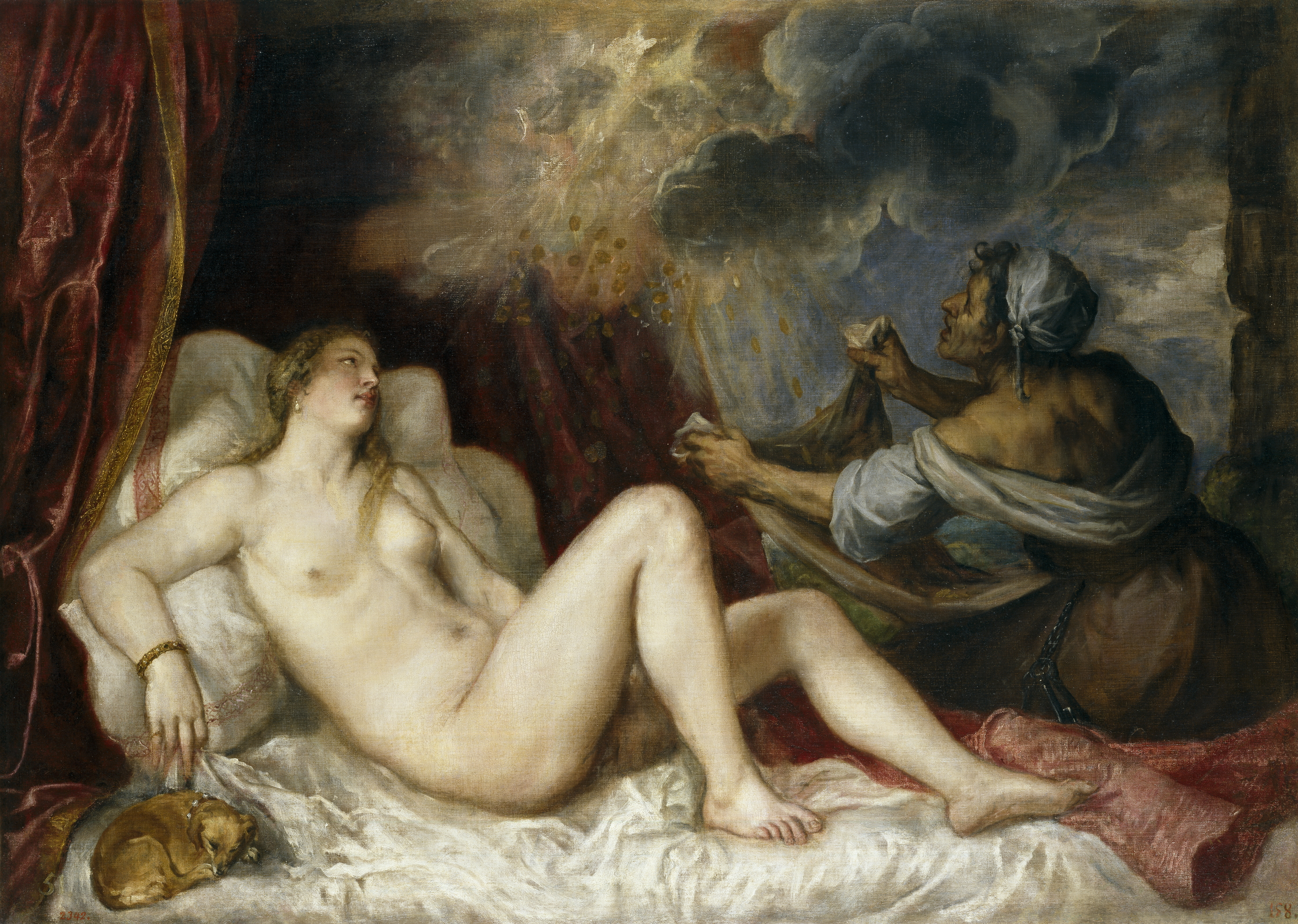
Danaé, du Titien.

- Jésus chez Marthe et Marie, huile sur bois de Pieter Aertsen.

## Naissances
- 14 août :  Lavinia Fontana, peintre maniériste italienne de l'école romaine († 11 août 1614),
- 21 septembre : Barbara Longhi, peintre italienne († 23 décembre 1638),
- 25 septembre : Vespasiano Genuino, sculpteur sur bois et graveur italien († mai 1637),
- ? : Hans von Aachen, peintre maniériste allemand († 4 mars 1615),
- Vers 1552 :
  - Alessandro Casolani, peintre italien de l'école siennoise († 1606 ou 1607),
  - Avanzino Nucci, peintre italien († 1629),
  - Cristoforo Rustici, peintre italien de l'école siennoise († 1641).

## Décès
- ? :
  - Giovann'Antonio Lappoli, peintre florentin (° 1492),
  - Gualtiero Padovano, peintre italien (° 1510).